# 志布志湾

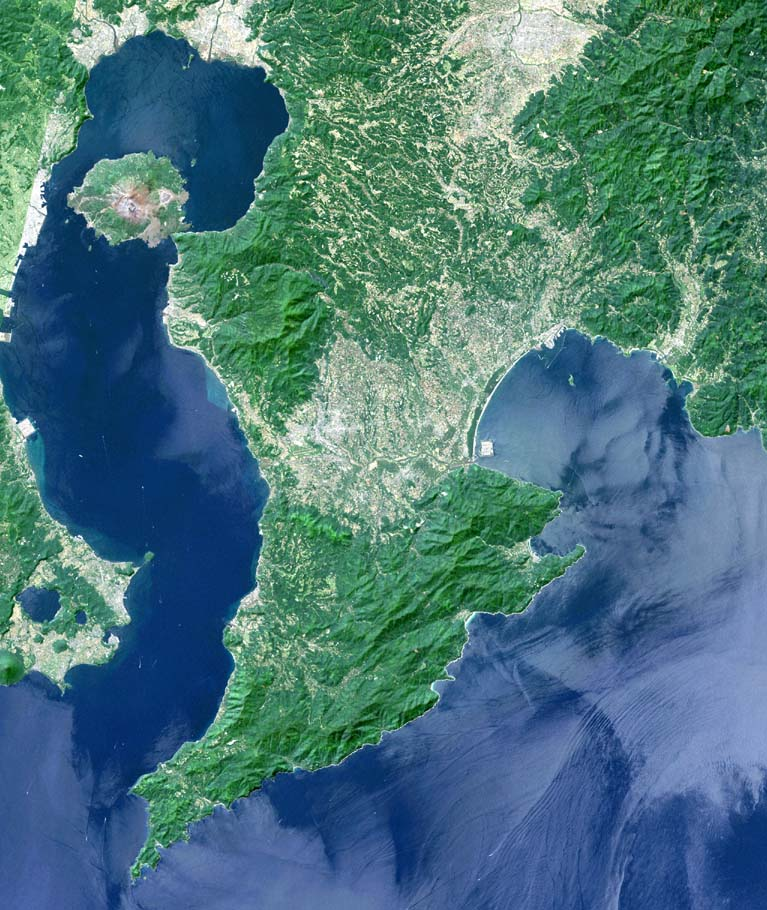
志布志湾 (写真右部)、左上は桜島

志布志湾（しぶしわん）は、九州南部大隅半島東岸に面した円弧状の湾。古くは有明浦と呼ばれ、戦前は有明湾とも呼ばれていた。
鹿児島県肝属郡肝付町火崎から宮崎県串間市の都井岬まで、その円弧状の湾岸総延長は約80kmあるが、それらを結ぶ湾口は約20kmほど。

## 自然と地理
湾の南西の肝付町にあたる側の湾口の火崎のすぐ内側（西側）には支湾の内之浦湾がある。湾の奥にあたる北東から西側の海岸線は砂浜だが、湾口両側の南岸と都井岬周辺では海岸まで山地が迫っている。また、湾のほぼ北側中央にある志布志港の沖約5kmほどには、湾内唯一の島（無人島）で、ビロウなどの亜熱帯性植物が国の天然記念物に指定されている枇榔島（びろうじま）がある。小さな島だが、夏期には海水浴場やキャンプ場として利用できる砂浜や簡素な施設があり、志布志港からの定期船があったが、平成15年頃より休業中。

## 産業

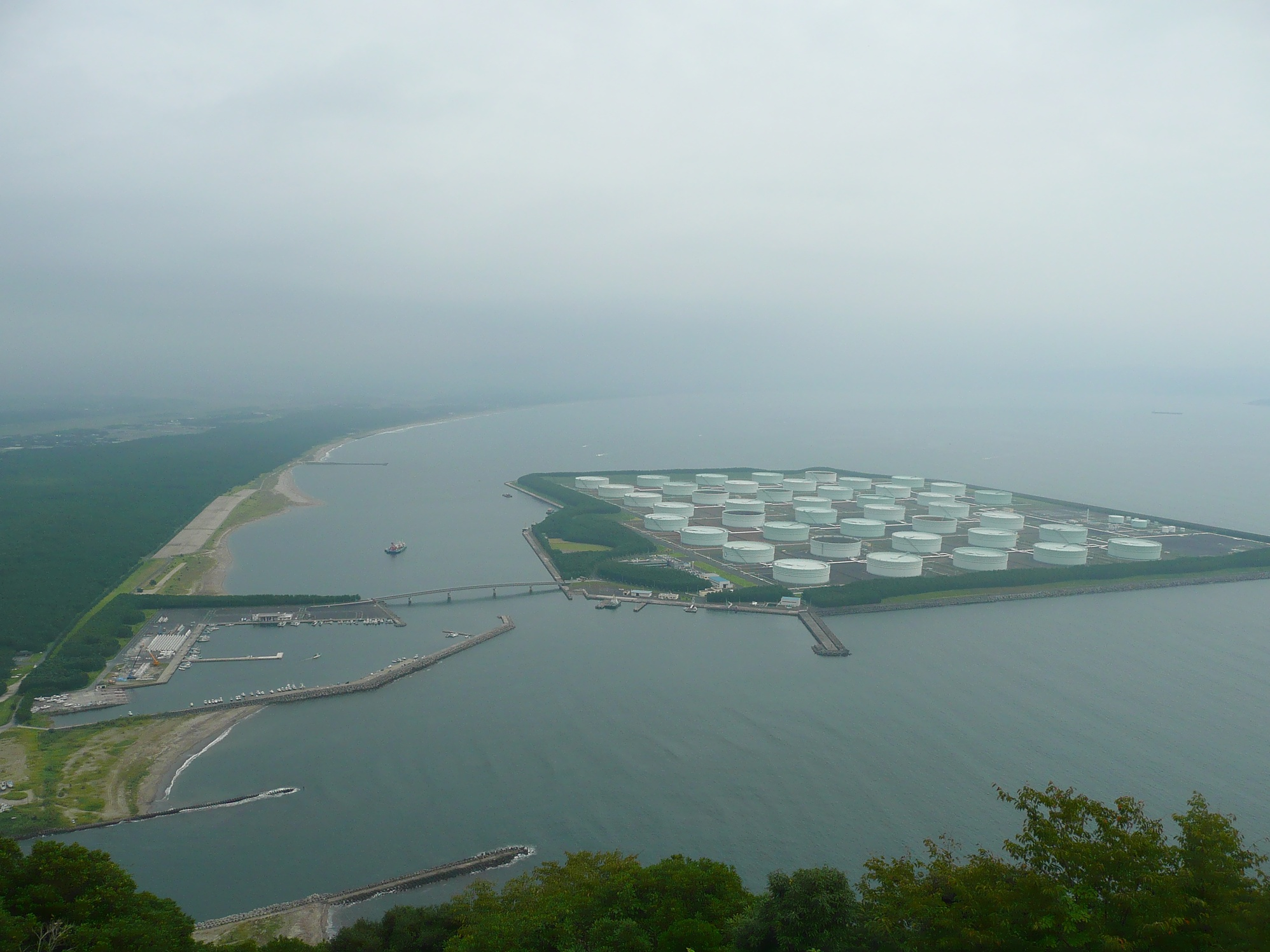
志布志国家石油備蓄基地

肝付町側の湾口には、1970年に国内初の人工衛星「おおすみ」を打ち上げた宇宙航空研究開発機構の施設内之浦宇宙空間観測所がある。
1968年、新大隅開発計画として、沿岸の一部を埋め立てる計画があった。計画は自治省出身の金丸三郎知事によって唱えられた。通産省の志布志湾を共同原油輸入基地候補の1つとして選定したこともあり、農業を中心とした食糧生産基地としての開発計画から、志布志湾臨海工業地帯へと大きく様相が変わった。計画の概要は『20年後のかごしま』として1968年10月に公表されたが、その内容は総面積3600ヘクタールの埋め立てによる石油化学コンビナート、鉄鋼業、軽金属業の誘致と3万1000人の雇用創出というものであった。埋め立ては志布志湾全域の沖合2km（水深12メートル）までを予定していた。1971年に総面積を2463ヘクタールに縮小した1次試案が発表されたが、それでも設備投資額は9980億円とされていた。1次試案は反対運動により廃案になった。1976年、県は周辺19市町村と調整を重ねて2次試案をまとめた。2次試案は総面積1160ヘクタールとされた。用地は3区分され、1号用地として「食品加工、木材および住宅、機械金属、流通加工関連」が180ヘクタール、2号用地として「造船、機械金属」として250ヘクタール、3号用地として石油精製300ヘクタール、石油備蓄1000万キロリットル430ヘクタールとされた（2次試案）が、最終計画では1号用地が70ヘクタールに縮小された。計画では志布志港の南西側、現在の「しおかぜ公園」と鹿児島海陸運送の志布志営業所がある場所が1号用地であった。安楽川を挟んでその南西側に菱田川まで2号用地が続き（2018年現在は砂浜のまま）、菱田川より南側（大崎町の海岸側、大崎海岸）は海浜リクレーション地区とされていた。その更に南側、東串良町の海岸側の肝付川までの全長6kmあまりが3号用地とされた。反対派の住民は、100人ほどの団体で議会に乱入して暴力事件を起こし、逮捕者がでるなどの騒動も起こった（東串良町議会占拠事件）。その後も反対運動は続続いたために、埋め立て面積は1/10以下に縮小され、志布志港周辺に漁業用物流用地、東串良町沖合に志布志国家石油備蓄基地が建設されるに留まった。

## 太平洋戦争
太平洋戦争末期には、アメリカ軍の上陸予定地と想定され(オリンピック作戦)、内之浦砲台や高崎砲台が整備された。豊予要塞から榴弾砲が移設されるなどして、合計7門の砲台が設置された。志布志湾に浮かぶ枇榔島と鬢垂島にも10センチと12センチの合計4門カノン砲が洞窟陣地に設置された。内之浦地区には海軍のトーチカが4つ築かれ、2016年現在3つが現存している。また特攻艇震洋の基地も、火出ヶ岬や内之浦浜、小白木浜に設けられた。

## 関連項目

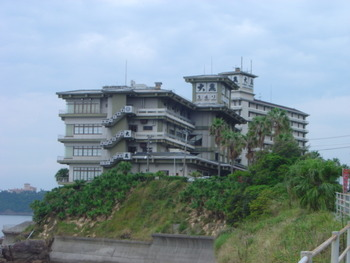
志布志大黒リゾートホテル